# Warka (bier)
Warka is een Pools biermerk van lage gisting. Het bier wordt gebrouwen in Browar Warka te Warka. De brouwerij maakt onderdeel uit van de Grupa Żywiec (99% eigendom van Heineken) en mogelijk wordt het bier ook gebrouwen in een van de andere vier brouwerijen van de groep.
Warka is sinds augustus 2010 sponsor van de Poolse nationale voetbalploeg.

## Varianten
- Warka, blonde lager met een alcoholpercentage van 5,7%
- Warka Radler, blond bier (mix 40% bier – 60% limonade) met een alcoholpercentage van 2%